# Beija-flor-de-garganta-preta
O beija-flor-de-garganta-preta (Archilochus alexandri) é uma espécie de beija-flor cujo habitat é a América do Norte.